# うえだひでひと
うえだ ひでひと（本名：植田 秀仁〈読みは左記と同一〉、1953年11月3日 - 2015年6月28日）は、日本の男性アニメーション演出家、アニメーション監督。山梨県出身。「植田 秀仁」「ウエダ ヒデヒト」「綴爆（すぺるばく=スピルバーグのもじり）」「舞刀満」「鳥南乃」名義での活動もある。

## 経歴・人物
漫画家志望で、國學院大學在学中の1975年11月7日に研修生としてタツノコプロへ入社。作画も志望ではあったが、翌年3月に大学を卒業して正社員採用されると、演出部へ配属、同時採用の真下耕一と共に『タイムボカン』班の演出助手（第33話「ビックリ! 天女は宇宙人だペッチャ」）を務めることとなり、これがキャリアのスタートとなる。
同期の真下耕一、西久保瑞穂や2年遅れて入社した押井守らと「タツノコ四天王」と呼ばれ、演出部長の笹川ひろし総監督の下で『科学忍者隊ガッチャマンII』の演出を共同で担当した。以後、スタッフの流出が相次いだ1980年代のタツノコプロを演出家として支えたが、1987年にフリーに転じる。
その後も演出家として敏腕を振るっていたが、2015年6月30日の小山高生の公式サイトで、1年半前から体調を崩して闘病生活に入っており、癌のため同月28日に逝去したことが公表された。享年61。

## エピソード
『逆転イッパツマン』に登場する国分寺の屋台「うえだ屋」の親父のモデル。
『パチスロ貴族 銀』の題字も書いている。

## 作品リスト
※特に表記がないものは、うえだひでひと名義での参加。

### テレビアニメ
1975年
- タイムボカン（ - 1976年、演出）※植田秀仁名義

1976年
- ポールのミラクル大作戦（ - 1977年、演出）※植田秀仁名義

1977年
- ヤッターマン（ - 1979年、演出）※植田秀仁名義
- 一発貫太くん（ - 1978年、演出）※植田秀仁名義
- 風船少女テンプルちゃん（ - 1978年、演出）※植田秀仁名義
- とびだせ!マシーン飛竜（ - 1978年、演出）※植田秀仁名義

1978年
- 科学忍者隊ガッチャマンII（ - 1979年、演出）※植田秀仁名義

1979年
- 科学忍者隊ガッチャマンF（ - 1980年、演出）※植田秀仁名義

1980年
- とんでも戦士ムテキング（ - 1981年、演出）※植田秀仁名義

1981年
- ヤットデタマン（ - 1982年、ディレクター）※植田秀仁名義
- うる星やつら（ - 1986年、絵コンテ）※鳥南乃名義

1982年
- 逆転イッパツマン（ - 1983年、ディレクター）

1983年
- イタダキマン（ディレクター）※植田秀仁名義

1984年
- OKAWARI-BOY スターザンS（チーフディレクター）
- よろしくメカドック（ - 1985年、チーフディレクター）

1985年
- 炎のアルペンローゼ ジュディ&ランディ（チーフディレクター）
- ハイスクール!奇面組（演出）※舞刀満名義
- 昭和アホ草紙あかぬけ一番!（ - 1986年、チーフディレクター）

1986年
- ドテラマン（ - 1987年、演出）

1987年
- げらげらブース物語（絵コンテ・演出）
- 赤い光弾ジリオン（演出）※綴爆名義
- ミスター味っ子（ - 1989年、絵コンテ）

1988年
- おそ松くん（第2作）（ - 1989年、絵コンテ・演出）

1989年
- アイドル伝説えり子（絵コンテ）
- 天空戦記シュラト（ - 1990年、絵コンテ）

1990年
- 平成天才バカボン（絵コンテ・演出）
- 三つ目がとおる（ - 1991年、監督）

1995年
- H2（ - 1996年、監督）
- NINKU -忍空-（ - 1996年、絵コンテ）

1996年
- みどりのマキバオー（ - 1997年、絵コンテ・演出）
- 赤ちゃんと僕（ - 1997年、絵コンテ）※綴爆名義
- 超者ライディーン（ - 1997年、絵コンテ）※綴爆名義

1997年
- はいぱーぽりす（絵コンテ、OPED絵コンテ）
- EAT-MAN（絵コンテ）

1998年
- 万能文化猫娘（絵コンテ）※綴爆名義
- 烈火の炎（絵コンテ）※綴爆名義
- 魔法のステージファンシーララ（絵コンテ）
- 熱沙の覇王ガンダーラ（総監督）

1999年
- A.D.POLICE（監督）
- 魔装機神サイバスター（監督）
- どっきりドクター（絵コンテ）
- パワーストーン（絵コンテ）※綴爆名義
- GTO（ - 2000年、絵コンテ）
- ごぞんじ!月光仮面くん（ - 2000年、絵コンテ）

2000年
- タイムボカン2000 怪盗きらめきマン（監督）※植田秀仁名義
- 真・女神転生デビチル（ - 2001年、絵コンテ）
- 学校の怪談（ - 2001年、絵コンテ）

2001年
- パチスロ貴族 銀（監督）
- チャンス〜トライアングルセッション〜（絵コンテ）
- しあわせソウのオコジョさん（ - 2002年、絵コンテ）
- 爆転シュート ベイブレード（絵コンテ）

2002年
- 爆転シュート ベイブレード2002（絵コンテ）
- 電脳冒険記ウェブダイバー（絵コンテ）※綴爆名義
- わがまま☆フェアリー ミルモでポン!（ - 2003年、絵コンテ）
- 炎の蜃気楼（絵コンテ）
- 七人のナナ（絵コンテ）
- NARUTO -ナルト-（ - 2007年、絵コンテ）

2003年
- 超ロボット生命体トランスフォーマー マイクロン伝説（監督）

2004年
- トランスフォーマー スーパーリンク（絵コンテ）
- ルパン三世 盗まれたルパン 〜コピーキャットは真夏の蝶〜（監督）
- GANTZ 〜the first stage〜（絵コンテ）
- げんしけん（絵コンテ）
- 鉄人28号（絵コンテ）
- Wind -a breath of heart-（絵コンテ）
- 学園アリス（ - 2005年、絵コンテ）
- 冒険王ビィト（ - 2005年、絵コンテ・演出）

2005年
- ボボボーボ・ボーボボ（絵コンテ）
- かみちゅ!（絵コンテ）
- MÄR-メルヘヴン-（絵コンテ）
- あかほり外道アワーらぶげ（絵コンテ）※綴爆名義
- ゾイドジェネシス（絵コンテ）※綴爆名義
- Canvas2 〜虹色のスケッチ〜（ - 2006年、絵コンテ）※綴爆名義
- ガンパレード・オーケストラ（ - 2006年、絵コンテ）
- ガイキング LEGEND OF DAIKU-MARYU（絵コンテ）

2006年
- 神様家族（演出）
- いぬかみっ!（絵コンテ）
- NIGHT HEAD GENESIS（絵コンテ）
- 出ましたっ!パワパフガールズZ（ - 2007年、絵コンテ・演出）
- 護くんに女神の祝福を!（ - 2007年、サブタイトル・予告題字）

2007年
- 鋼鉄神ジーグ（絵コンテ）
- 太極千字文（コンテ）
- 魔法少女リリカルなのはStrikerS（絵コンテ）
- モノノ怪（絵コンテ・演出）
- ボノロン 〜不思議な森のいいつたえ〜（監督）

2008年
- 墓場鬼太郎（絵コンテ・演出）
- はたらキッズ マイハム組（絵コンテ・演出）
- 夏目友人帳（絵コンテ・演出）
- TYTANIA -タイタニア-（絵コンテ）
- ねぎぼうずのあさたろう（絵コンテ・演出・原画・筆文字）
- Yes!プリキュア5GoGo!（演出）

2009年
- 続 夏目友人帳（絵コンテ・演出）
- WHITE ALBUM（絵コンテ・演出）
- 空中ブランコ（絵コンテ・演出・筆文字）

2010年
- ジュエルペット てぃんくる☆（絵コンテ・演出）
- セキレイ〜Pure Engagement〜（絵コンテ）
- ハートキャッチプリキュア!（絵コンテ）

2011年
- べるぜバブ（絵コンテ）
- DOG DAYS（絵コンテ）
- トリコ（ - 2014年、シリーズディレクター〈100話 - 131話〉、絵コンテ・演出）
- 夏目友人帳 参（絵コンテ・演出）

2012年
- 夏目友人帳 肆（OP絵コンテ）
- ガールズ&パンツァー（筆文字）

2014年
- ディスク・ウォーズ:アベンジャーズ（演出）

### OVA
1988年
- ズッコケ三人組 ズッコケ時空冒険（監督）

1989年
- 風魔の小次郎（監督）

1990年
- 毎日が日曜日（監督・脚本）

1991年
- 一本包丁満太郎2 大阪そうめん戦争（絵コンテ）

1992年
- 万能文化猫娘（絵コンテ）※綴爆名義

1993年
- マグマ大使（監督）

1997年
- 紺碧の艦隊 特別編 蒼莱開発物語（絵コンテ）※綴爆名義

1999年
- 思春期美少女合体ロボ ジーマイン（絵コンテ）※綴爆名義

2003年
- True Love Story Summer Days, and yet...（ - 2004年、監督・絵コンテ）

2004年
- 機動新撰組 萌えよ剣（絵コンテ）
- HUNTER×HUNTER G・I Final（絵コンテ）

2007年
- 真救世主伝説 北斗の拳 ユリア伝（監督）

### その他
1994年
- オサムとムサシ（宝塚手塚治虫記念館上映作品）（演出）

1998年
- 私立ジャスティス学園 LEGION OF HEROES（ゲーム）（絵コンテ）